# Lijst van burgemeesters van Bingelrade
Dit is een lijst van burgemeesters van de voormalige Nederlandse gemeente Bingelrade tot die gemeente op 1 januari 1982 opging in de gemeente Onderbanken.
| Ambtsperiode | Naam burgemeester                                              | Partij of stroming | Bijzonderheden                             |
| ------------ | -------------------------------------------------------------- | ------------------ | ------------------------------------------ |
| 18?? - 18??  | Mr. H. Boesten                                                 |                    |                                            |
| 18?? - 1851  | J.A. Jansen                                                    |                    |                                            |
| 1851 - 1895  | Jan Adam Cremers                                               |                    | tevens burgemeester van Jabeek (1852-1856) |
| 1895 - 1903  | J.L. Janssen                                                   |                    |                                            |
| 1903 - 1911  | Jan Hendrik Mertens                                            |                    |                                            |
| 1911 - 1940  | Gabriël (G.J.M.) Beckers                                       |                    |                                            |
| 1940 - 1954  | Clément (C.F.M.) baron van Hövell tot Westerflier en Weezeveld |                    |                                            |
| 1954 - 1975  | Joseph (J.J.H.) Schoffelen                                     | KVP                | tevens burgemeester van Jabeek (1945-1975) |
| 1976 - 1982  | Sjof (J.J.G.) Drummen                                          | KVP / CDA          | tevens burgemeester van Jabeek             |